# 恩特龙卡门图
恩特龙卡门图（葡萄牙语：Entroncamento，发音[ẽtɾõkɐˈmẽtu]），葡萄牙圣塔伦区市镇，位于葡萄牙中部。总人口20,206（2011年）